# La Purísima, Pinos
La Purísima är en ort i Mexiko.   Den ligger i kommunen Pinos och delstaten Zacatecas, i den centrala delen av landet, 400 km nordväst om huvudstaden Mexico City. La Purísima ligger 2 156 meter över havet och antalet invånare är 142.
Terrängen runt La Purísima är en högslätt. Runt La Purísima är det ganska glesbefolkat, med 21 invånare per kvadratkilometer. Närmaste större samhälle är Villa Hidalgo, 11,2 km nordost om La Purísima. Trakten runt La Purísima består till största delen av jordbruksmark.